# Séraphin Vermote
Séraphin-François Vermote (Moorsele, 24 april 1788 – Kortrijk, 3 april 1837), ook Serafijn genoemd, was een Vlaams kunstschilder gespecialiseerd in stads- en dorpsgezichten.

## Familie
Hij was de zoon van Petrus Johannes François Vermote, wever, en van Anne Catherine Coucke. Hij trouwde op 1 juni 1825 met Anne Thérèse Lehouck uit Zillebeke. Ze hadden zes kinderen, van wie er twee ook kunstenaar werden: Lieven (1827-69) en Adolf (1836-70). Vermote overleed in zijn woning in de Rijselstraat in Kortrijk. 

## Levensloop

### Kortrijk
De overlevering wil dat Vermote, telg uit een arm weversgezin, van jongs af graag en talentvol tekende. Hij was nog zeer jong, toen hij als twijnder tewerkgesteld werd in de fabriek van kantgarens Goethals-Vercruysse in Kortrijk (1808). De eigenaar, Jacques Goethals-Vercruysse (1759-1838), een bemiddeld kunstliefhebber, erkende Vermote’s talent en stelde hem in de mogelijkheid een opleiding te volgen aan de Kortrijkse academie, waaraan hijzelf als lesgever verbonden was. 

### Brugge

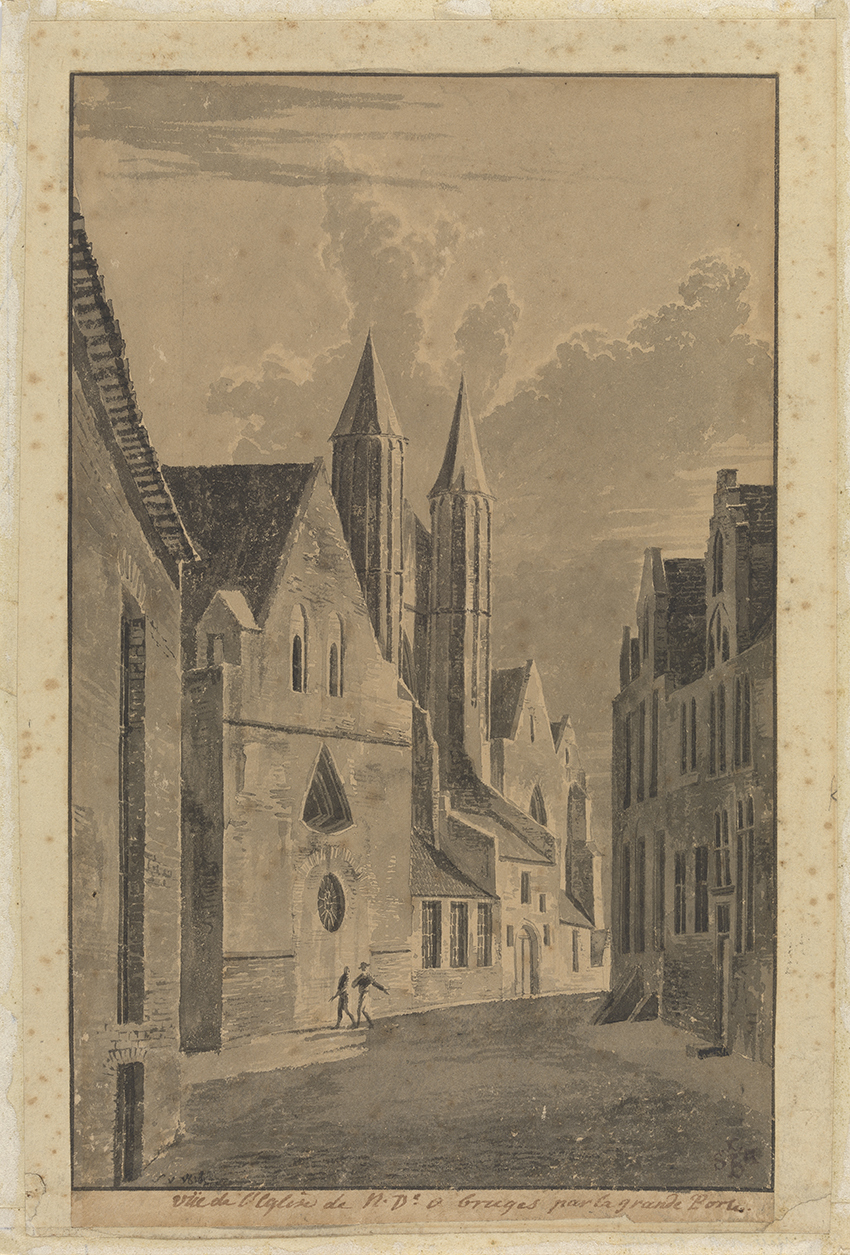
De Onze-Lieve-Vrouwekerk in Brugge, 1818 (Groeningemuseum).

In 1811-15 werkte Vermote te Brugge in opdracht van jonker Joseph van Huerne (1755-1844), een goede vriend van Jacques Goethals. Die was een verwoed verzamelaar van antiquiteiten, curiosa en topografica. 
Tijdens zijn verblijf in Brugge woonde Vermote in de Dweersstraat bij van Huerne en volgde er lessen aan de plaatselijke academie. In opdracht van van Huerne reisde hij in 1812-15 door Vlaanderen om in de steden en dorpen topografische tekeningen te maken: gezichten op kerken, kastelen, marktpleinen, dorpskommen, wethuizen, enz. Deze inkttekeningen – Vermote noemde ze “vuwen” (naar het Franse woord vues) – werkte hij te Brugge dan verder uit tot gewassen tekeningen (lavis).
Vooral de steden Kortrijk en Ieper en de dorpen eromheen kwamen veelvuldig aan bod. Van Huerne bundelde deze honderden historisch zeer interessante tekeningen in een vijftal albums, die achteraf verspreid werden. In 1822-23 stelde van Huerne deze collectie tekeningen van Vermote ter beschikking voor de uitgave van het prestigieuze lithografische werk “Collection historique des principales vues des Pays-Bas”, uitgegeven door Dewasme in Doornik. Deze luxe-uitgave bevat 96 lithografische prenten, waarvan er zestien reproducties naar tekeningen van Vermote zijn: gezichten op Brugge, Damme, Dudzele, Gistel, Ieper, Kortrijk, Meulebeke, Moen, Oudenaarde, Torelle (bij Veurne), Wervik en Westrozebeke.
Na van Huerne vond Vermote begin 1816 een nieuwe mecenas in de persoon van de kunstminnende Ieperse burggraaf Charles Carton de Winnezeele (1768-1830), bewoner van het kasteel “’t Hooghe” te Zillebeke (bij Ieper). Vermote voerde voor hem decoratiewerken uit in zijn privé-theater en tekende opnieuw tal van vedute.

### Eerste werken in olieverf
In het voorjaar van 1816 begon hij ook in olieverf te schilderen. Zijn eerste werkstuk in die techniek was “Gezicht op de Kleine Markt te Ieper”. In mei-juni 1816 bekostigde Carton voor Vermote een studiereis naar Parijs. Vermote werd er opgevangen door kunstschilder Joseph Ducq, een persoonlijke vriend van Carton. Uit brieven is geweten dat Vermote te Parijs Franse meesters in de Luxembourg-galerij (o.a. L. de la Hyre en Cl. Lorrain) kopieerde en dat hij ook daar stadsgezichten tekende.

### Ieper
Terug in Ieper, schilderde Vermote zowel portretten en stadsgezichten als decoratieve landschappen, terwijl hij verder avondlessen volgde aan de plaatselijke academie. In deze periode gaf Vermote het topografische tekenwerk vrijwel volledig op ten voordele van de olieverftechniek. In 1820 exposeerde hij te Gent een “Heilige Familie in een landschap”. Omstreeks deze tijd – de exacte data zijn niet bekend – voerde hij decoratieve schilderingen uit in kastelen te Dadizele en Proven. 

### Antwerpen
In en om 1824 was Vermote tewerkgesteld bij de Antwerpse reproductiegraveur J. C. de Meulemeester (1771-1826). In die tijd situeren oudere auteurs een studietijd aan de Antwerpse academie. Vermote’s naam komt echter niet voor in de inschrijvingslijsten. Maar in een brief aan van Huerne dd. 31 okt. 1823 lezen we dat hij in de Antwerpse academie was “aenveert {…} om er in den winter te tekenen en er in de zomer te schilderen”. 
In 1823 werkte hij mee aan de uitgave van de Collection historique des principales vues des Pays-Bas, door Dewasme in Doornik uitgegeven. 

### Kortrijk
Later vestigde de tot dan toe door nood gedwongen weinig honkvaste Vermote zich in Kortrijk. In 1832 werd hij er aangesteld tot leraar aan de academie, in de discipline “Tekenen naar levend model” als opvolger van J.B. De Jonghe. In dezelfde stad werd hij medestichter van de “Société pour l’encouragement des Beaux-Arts et de l’Industrie à Courtrai” (1833). 
In 1833 stelde Vermote in Kortrijk acht schilderijen tentoon, waaronder vier portretten en een kerkinterieur in ruïne (dit laatste nu in het Museum te Kortrijk). In 1836 exposeerde hij opnieuw te Kortrijk: twee portretten (o.a. dat van burggraaf Carton de Winnezeele, zijn beschermheer), een werk, getiteld” De Koning drinkt”, een “Gezicht op de Markt te Kortrijk”, een stadsgezicht en twee kopieën naar Rubens. In zijn Kortrijkse tijd hield hij zich duidelijk meer bezig met landschappen en vedute dan met portretten. 

## Stijl
Hij schilderde in een romantische stijl. Zijn twee gezichten op Ieper (Museum Ieper) bijvoorbeeld, zijn niet alleen picturaal attractief maar bieden een schat aan details : zo bijvoorbeeld de diverse kermisattracties, een paardenkar waarvan de lading met een dik koord aangespannen wordt met behulp van een achteraan de kar gemonteerde draaiboom… 

## Publicatie
- Tekeningen en gezichten van de dorpen, kastelen en steden van Vlaanderen, 1812-1813.

## Musea
- Brugge, Stedelijke Musea, Steinmetzkabinet;
- Brussel, Koninklijke  Bibliotheek, Prentenkabinet;
- Ieper, Stedelijk Museum : “Gezicht op de Leet met de kerk en de Halle van Ieper met het optreden van gedresseerde apen op een kar” en “Kermis op de Grote Markt van Ieper”;
- Kortrijk, Museum voor Schone Kunsten : “Aankomst van de diligence op de markt te Ieper”; “Interieur van een kerkruïne” (1832); “Landschap met kapel” (1833), evenals drie albums met tekeningen van steden en dorpen in sepia en Oost Indische inkt “uitgevoerd voor de heer Van Huerne in 1812-13”.
- Izegem, Instituut De Pelichy :79 tekeningen, die wellicht afkomstig zijn uit twee verknipte (thans verloren gegane) albums.